# Morten Wieghorst
Morten Wieghorst (Glostrup, 1971. február 25. –), dán válogatott labdarúgó, edző.
A dán válogatott tagjaként részt vett az 1995-ös konföderációs kupán és az 1998-as világbajnokságon.

## Sikerei, díjai
Lyngby
- Dán bajnok (1): 1992–93
- Dán kupa (1): 1989–90

Brøndby
- Dán bajnok (1): 2004–05
- Dán kupa (2): 2002–03, 2004–05

Celtic
- Skót bajnok (1): 1997–98
- Skót ligakupa (1): 1997–98

Dánia
- Konföderációs kupa (1): 1995